# エンリコ・レッタ
エンリコ・レッタ（イタリア語: Enrico Letta, 発音 [enˌriːko ˈlɛtːa]、1966年8月20日 - ）は、イタリアの政治家。代議院（下院）議員（4期）。
第83代閣僚評議会議長（首相）、通商産業技術相、欧州問題担当相、首相府次官（官房長官）、欧州議会議員（1期）などを歴任した。2015年9月より、パリ政治学院 Paris School of International Affairs学部長。

## 経歴
トスカーナ州ピサ出身。父のジョルジオは数学者でピサ大学数学科教授（専門は確率論）。高校時代はフランスのストラスブールで過ごし、ピサ大学で政治学と国際法を専攻。サンタンナ大学院でEU法を専攻し博士号を取得。キリスト教民主主義に入党し、1994年の解党後はイタリア人民党、2002年からはマルゲリータに所属した。1998年マッシモ・ダレマ政権で欧州問題担当相として初入閣。イタリアでは戦後最年少の閣僚となる。以後、通商産業技術相、欧州議会議員を経てロマーノ・プロディ政権で首相府次官（日本の内閣官房長官に相当）を務めた。
2007年には民主党の結党に参加した。2009年、地方選挙敗北の責任を取って党書記長を辞任したワルテル・ヴェルトローニの後継となったダリオ・フランチェスキーニ体制で副書記長に就任した。書記長選挙でフランチェスキーニを破ったピエル・ルイジ・ベルサーニの下でも副書記長を務めた。
2013年、民主党を軸とする中道左派連合が下院選挙で勝利するものの、上院選では過半数獲得に失敗。その後の大統領選挙で党内に造反が続出したことより、ベルサーニと共に執行部を退任する。
しかし、大統領に再選したジョルジョ・ナポリターノより首班指名され、4月27日に閣僚名簿を提出。翌28日に就任宣誓を行い、戦後3番目に若い首相となった。
2014年2月、自らが所属している民主党から政権運営への批判が起こり、党内の支持を失ったことから辞任を決意し、2月14日にナポリターノ大統領に辞表を提出、大統領もこれを受理して僅か10ヶ月で首相を退任することとなった。2014年2月17日、ナポリターノ大統領は、レッタの後任として民主党のマッテオ・レンツィ書記長を次期首相に指名、組閣を要請した。
- フェデリカ・モゲリーニ欧州連合外務・安全保障政策上級代表と（2016年10月6日）
- ジョルジョ・ナポリターノ元大統領と（2021年3月12日）
- 左からジュゼッペ・コンテ元首相、フィンランドのサンナ・マリン首相、レッタ（2022年5月18日）

## 人物
シルヴィオ・ベルルスコーニの側近であるジャンニ・レッタは叔父にあたる。
仕事で訪日する事が多く、歴代首相の中で日本での知名度は高い。

## 著作
- 『世界論』（土曜社、安倍晋三、朴槿恵ほかとの共著、2014年1月）